# Nationalpark Lago Enriquillo e Isla Cabritos
Der Nationalpark Lago Enriquillo e Isla Cabritos (spanisch: Parque Nacional Lago Enriquillo e Isla Cabritos) umfasst den Lago Enriquillo und die Insel Isla Cabritos im Südwesten der Dominikanischen Republik. Er wurde 1974 eingerichtet und umfasst eine Fläche von 406,54 km².

## Geografie
Der Salzsee liegt in den Provinzen Baoruco und Independencia, kurz vor der Grenze zu Haiti auf einer Höhe von 36 m unter dem Meeresspiegel.
Der Salzgehalt des Sees ist mit 70 g/kg doppelt so hoch wie der von Meerwasser. Im See und in seiner Umgebung ist die größte Population des Spitzkrokodils auf den Antillen zu finden, außerdem Nashornleguane und Hispaniola-Leguane.
Im Park wurden 134 Vogelarten beobachtet, darunter Kubaflamingos, Bahamaenten, Maskenruderenten, Silberreiher, Blaureiher und Sichler.

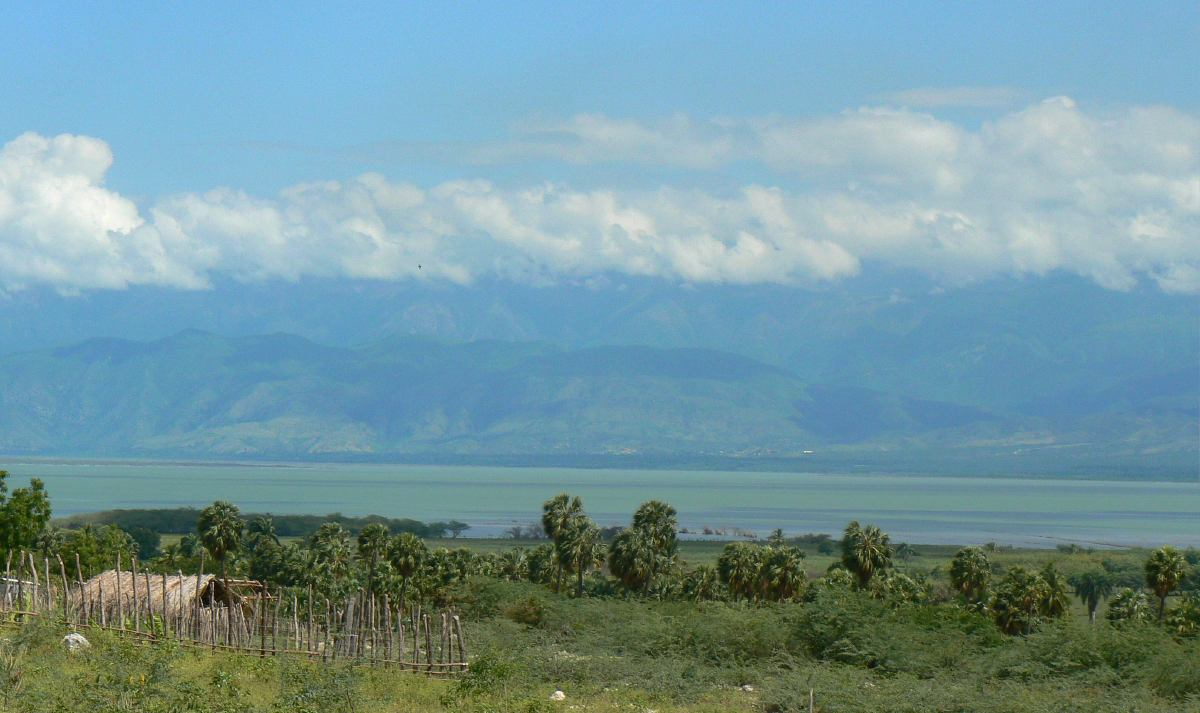
Lago Enriquillo, Blick von Westen (2007)